# Henry John Neville Vane
Henry John Neville Vane (21 september 1923 – Staindrop, 3 april 2016) was een Brits baron.

## Biografie
Vane werd geboren als zoon van Christopher Vane (1888-1964), de 10de baron van het adellijke geslacht Barnard. Bij het overlijden van zijn vader werd Henry John de 11de baron Barnard. Vane was luitenant in het leger en werkte later als vrederechter. 
In 1952 huwde hij met Lady Davina Mary Cecil, de dochter van atleet David Burghley. Ze kregen vijf kinderen.
In 2016 overleed Vane op 92-jarige leeftijd.